# Бештау (станция)
Бешта́у — узловая железнодорожная станция Минераловодского региона Северо-Кавказской железной дороги, находящаяся в посёлке Иноземцево города Железноводска Ставропольского края.
Адрес вокзала: Россия, Ставропольский край, город Железноводск, станция Бештау, улица Глинки.

## История
16 июня 1896 года открылось временное движение поездов от станции Бештау к платформе Развалка.
Движение на Железноводск открыто 1 января 1897 года.

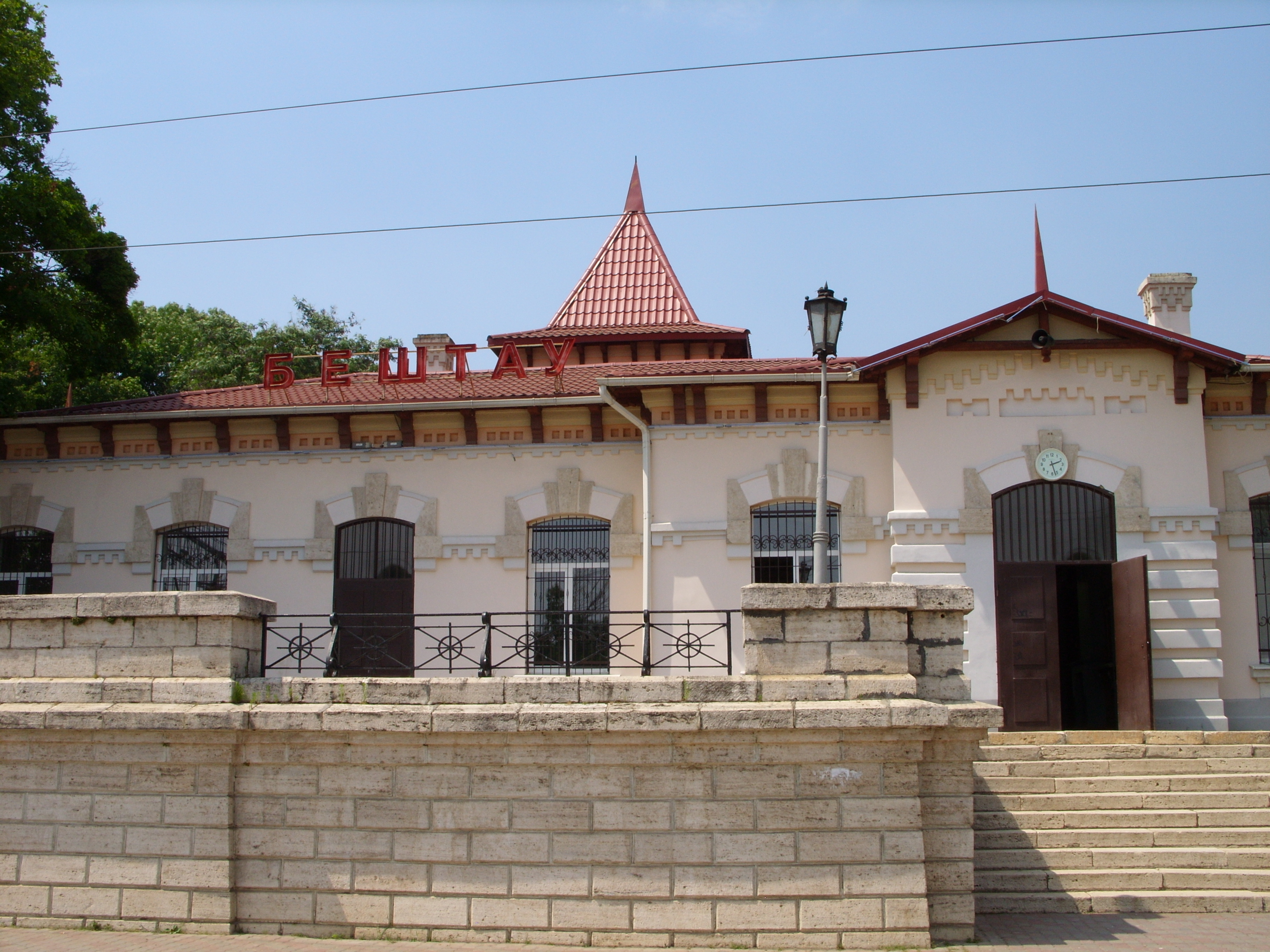
Вокзал станции Бештау

История станции начинается в 1885 году, с проведением железнодорожной ветки в Кисловодск. Станция была названа по одноимённой горе Бештау, находящейся рядом со станцией. Впоследствии рядом со станцией возник целый посёлок под таким же названием. Ветка соединила курорты Кавказских Минеральных вод с остальной страной. К сожалению, город-курорт Железноводск, из-за его месторасположения, остался в стороне от ветки. Однако от этого спрос на курорт не падал, и отдыхающим приходилось с большим трудом добираться в Железноводск от станции Бештау. Стоял вопрос о срочном решении данной проблемы. И тогда по приказу императора Александра III в 1897 году была проложена красивейшая небольшая железнодорожная ветка Бештау — Железноводск протяжённостью всего 6 км. Ветка проходит вдоль горы Бештау, рядом открывается вид на гору Машук и до горы Железной в городе Железноводск. С тех пор и до 2003 года станция Бештау являлась станцией пересадки пассажиров до станции Железноводск.
После окончания немецкой оккупации (11 января 1943 года) с 30 апреля 1943 год возобновилось движение поездов по железнодорожной ветке Бештау-Железноводск.
Вплоть до 2003 года на станции останавливались все пассажирские поезда, следующие в Кисловодск. В 2003 году, в связи с сокращением пар пригородных поездов в Железноводск, стоянку поездов дальнего следования на станции отменили. А с сентября 2008 года по 1 мая 2010 года движение на Железноводск было отменено вовсе. С 1 по 15 мая 2010 года пригородное движение восстанавливали, на майские праздники, после чего снова отменили.
С 10 августа 2013 года движение вновь восстановлено. В день курсировали пять поездов (четыре вагона). Время в пути — 17 минут. А с 15 марта 2014 года вновь отменили.
Без изменения оставалось и дальнее следование по станции: все поезда дальнего следования проезжали транзитом, не делая остановок.
С 28 октября 2012 года по станции Бештау предусмотрена остановка пассажирского поезда 629/630 Кисловодск — Ростов — Кисловодск.
С 26 мая 2013 года изменена нумерация и категория пассажирского поезда 629/630 Кисловодск — Ростов — Кисловодск на 69/70 с категорией «скорый». И его остановку на станции отменили, а в конце 2015 года поезд был отменён.
В 2016 году состоялся запуск скоростных поездов «Ласточка» 807/808, 809/810 и 817/818 с сообщением Кисловодск — Адлер — Кисловодск, Кисловодск — Ростов — Кисловодск и Кисловодск — Краснодар — Кисловодск. которые имеют остановку на станции.
С августа по сентябрь 2019 года ветка Бештау-Железноводск была полностью переложена под современный российский стандарт. В перспективе — запуск скоростного поезда «Ласточка» сообщением Кисловодск — Железноводск.
01.09.2019 года состоялось торжественное открытие движения пригородного электропоезда Кисловодск — Бештау — Железноводск, который впервые в истории связал все города-курорты Кавказских Минеральных вод. Поезда будут курсировать по два раза в выходные и праздничные дни.

## Сообщение по станции
По состоянию на 2019 год по станции курсируют следующие поезда пригородного сообщения:
| Пригородное | Пригородное                   | Пригородное | Пригородное                   |
| № поезда    | Маршрут движения              | № поезда    | Маршрут движения              |
| ----------- | ----------------------------- | ----------- | ----------------------------- |
| 6101        | Кисловодск — Минеральные Воды | 6102        | Минеральные Воды — Кисловодск |
| 6103        | Кисловодск — Минеральные Воды | 6104        | Минеральные Воды — Кисловодск |
| 6105        | Кисловодск — Минеральные Воды | 6106        | Минеральные Воды — Кисловодск |
| 6107        | Кисловодск — Минеральные Воды | 6108        | Минеральные Воды — Кисловодск |
| 6109        | Кисловодск — Минеральные Воды | 6110        | Минеральные Воды — Кисловодск |
| 6111        | Кисловодск — Минеральные Воды | 6112        | Минеральные Воды — Кисловодск |
| 6115        | Кисловодск — Минеральные Воды | 6114        | Минеральные Воды — Кисловодск |
| 6117        | Кисловодск — Минеральные Воды | 6116        | Минеральные Воды — Кисловодск |
| 6119        | Кисловодск — Минеральные Воды | 6118        | Минеральные Воды — Кисловодск |
| 6121        | Кисловодск — Минеральные Воды | 6120        | Минеральные Воды — Кисловодск |
| 6123        | Кисловодск — Минеральные Воды | 6124        | Минеральные Воды — Кисловодск |
| 6127        | Кисловодск — Минеральные Воды | 6126        | Минеральные Воды — Кисловодск |
| 6129        | Кисловодск — Минеральные Воды | 6128        | Минеральные Воды — Кисловодск |
| 6133        | Кисловодск — Минеральные Воды | 6130        | Минеральные Воды — Кисловодск |
| 6135        | Кисловодск — Минеральные Воды | 6134        | Минеральные Воды — Кисловодск |
| 6137        | Кисловодск — Минеральные Воды | 6138        | Минеральные Воды — Кисловодск |
| 6139        | Кисловодск — Минеральные Воды | 6140        | Минеральные Воды — Кисловодск |
| 6143        | Кисловодск — Минеральные Воды | 6142        | Минеральные Воды — Кисловодск |
| 6145        | Бештау — Железноводск         | 6144        | Железноводск — Бештау         |
| 6147        | Бештау — Железноводск         | 6148        | Железноводск — Бештау         |

### Дальнее
По состоянию на апрель 2019 года по станции курсируют следующие поезда дальнего следования:
| Круглогодичное обращение поездов | Круглогодичное обращение поездов | Круглогодичное обращение поездов | Круглогодичное обращение поездов |
| № поезда                         | Маршрут движения                 | № поезда                         | Маршрут движения                 |
| -------------------------------- | -------------------------------- | -------------------------------- | -------------------------------- |
| 809 «Ласточка»                   | Кисловодск — Ростов-на-Дону      | 810 «Ласточка»                   | Ростов-на-Дону — Кисловодск      |
| 809/817 «Ласточка»               | Кисловодск — Краснодар           | 818 «Ласточка»                   | Краснодар — Кисловодск           |

| Изменения в пассажирском сообщении по станции | Изменения в пассажирском сообщении по станции | Изменения в пассажирском сообщении по станции | Изменения в пассажирском сообщении по станции |
| № поезда                                      | Маршрут движения                              | Изменения                                     |                                               |
| --------------------------------------------- | --------------------------------------------- | --------------------------------------------- | --------------------------------------------- |
| Пригородный                                   | Бештау — Железноводск — Бештау                | Возобновлено движение с 01.09.2019 г.         |                                               |
| Пригородный                                   | Бештау — Железноводск — Бештау                | Возобновлено движение с 01.09.2019 г.         |                                               |

## Интересные факты
Станция была использована во время съёмок советского фильма-катастрофы «34-й скорый».